# Трешнєваць
Тре́шнєваць (Сенчанський Трешнєваць, Узуновичево, серб. Трешњевац) — село в Сербії, відноситься до общини Каніжа Північно-Банатського округу автономного краю Воєводина.
Село розташоване на південний захід від села Адорян.

## Населення
Населення села становить 1 868 осіб (2002, перепис), з них:
- угорці — 96,2%
- серби — 1,3%,

живуть також бунєвці, югослави та хорвати.